# کلاه‌خود پرنده و سه پیکر
کلاه‌خود پرنده و سه پیکر از آثار تاریخی است که قدمت آن به دوره عیلام میانه بازمی‌گردد. بر روی این کلاه خود سه پیکر قرار دارند، نفر وسط مرد ریش داری است که گلدانی را در دست گرفته است. در بالای کلاه خود پرنده‌ای با بال‌های گشوده در حال پرواز است. قدمت این اثر به سده ۱۴ پیش از میلاد بازمی‌گردد و در موزه متروپولیتن نیویورک نگارخانه ۴۰۴ نگهداری می‌شود.